# Singur
Singur é uma vila no distrito de Hugli, no estado indiano de Bengala Ocidental.

## Geografia
Singur está localizada a 22° 49′ N, 88° 14′ L. Tem uma altitude média de 14  metros (45  pés).

## Demografia
Segundo o censo de 2001, Singur tinha uma população de 19 539 habitantes. Os indivíduos do sexo masculino constituem 51% da população e os do sexo feminino 49%. Singur tem uma taxa de literacia de 76%, superior à média nacional de 59,5%: a literacia no sexo masculino é de 81% e no sexo feminino é de 71%. Em Singur, 9% da população está abaixo dos 6 anos de idade.